# Hainhofen
Hainhofen ist ein Gemeindeteil der Stadt Neusäß und eine Gemarkung im schwäbischen Landkreis Augsburg in Bayern.

## Lage
Das Pfarrdorf Hainhofen erstreckt sich längs des westlichen Talhangs der Schmutter. Im Ort liegt das Schloss Hainhofen.
Die 389,6 Hektar große Gemarkung Hainhofen liegt vollständig auf dem Stadtgebiet von Neusäß. Einziger Gemeindeteil auf ihr ist Hainhofen.

## Geschichte

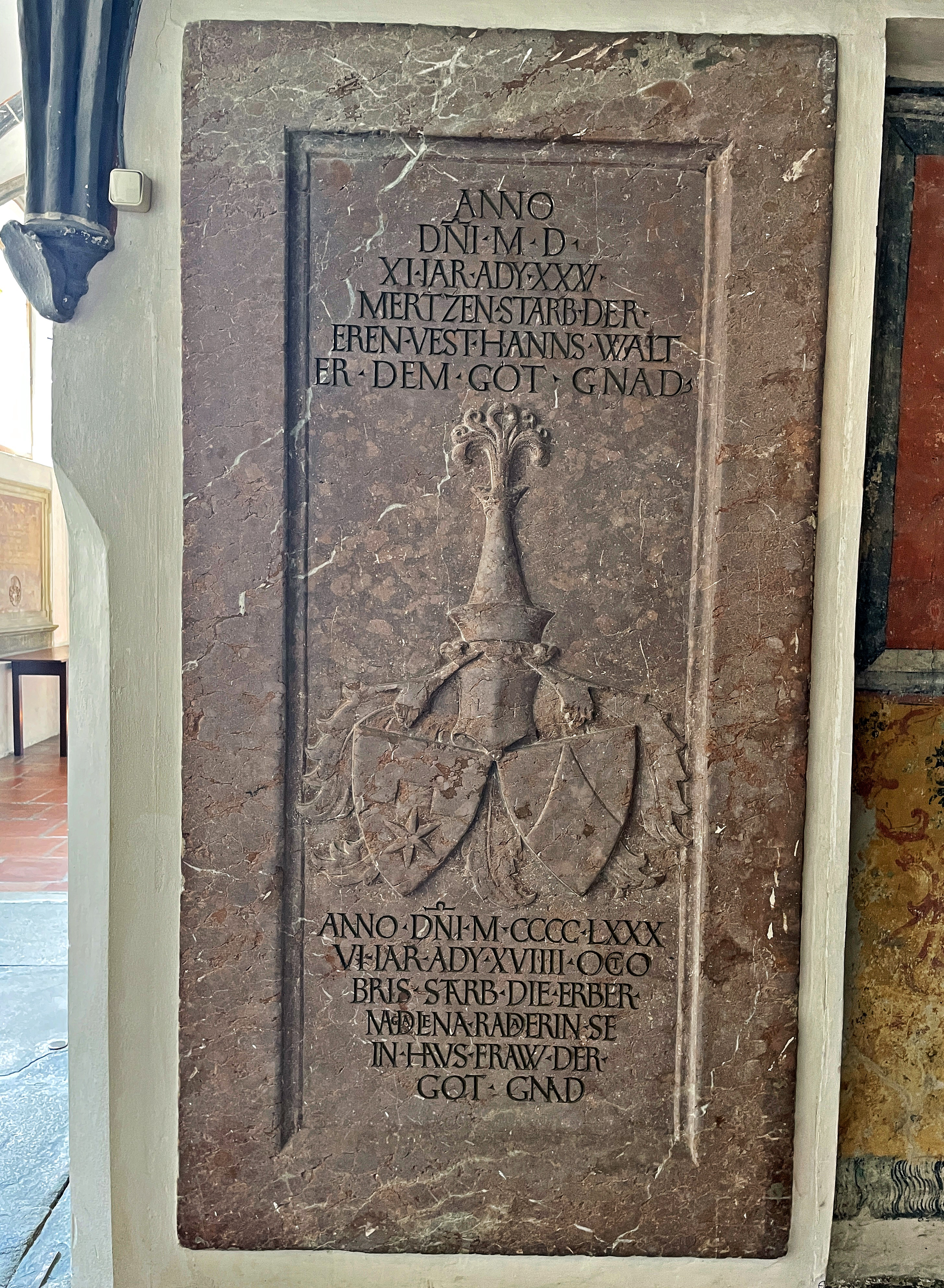
St. Anna, Augsburg, Epitaph der Ortsherren Hans Walter und Magdalena Langenmantel von Radau

Die ersten Belege für die Existenz eines Ortes namens „De Hein“ (von Hein) stammen aus dem 12. Jahrhundert. Im Jahr 1276 hieß der Ort dann „Haienhoven“.  Die Namensbedeutung lässt sich nicht genau festsetzen, jedoch gibt es zwei Interpretationen. Wolf-Armin von Reitzenstein sieht einen Zusammenhang mit den mittelhochdeutschen Begriffen „hagen“ und „hain“ für „kleiner Wald“. Erst später wurde dem ursprünglichen Flurnamen die Mehrzahl des Wortes „Hof“ zugefügt. Hainhofen bedeutet nach Reitzenstein also „Höfe am kleinen Waldstück“. Walter Pötzl sieht das anders, denn er geht von einer Person namens „Hago“ oder „Hagino“ aus. Hainhofen hieße demnach „bei den Höfen des Hago“.
Der Ort Hainhofen wurde 1276 erstmals urkundlich erwähnt. Er gehörte zum Hochstift Augsburg, die Augsburger Patrizierfamilien Langenmantel, Fugger und von Rehlingen trugen ihn zu Lehen. Im alten Chorraum der St.-Stephanus-Kirche besitzt das Sterngewölbe einen Schlussstein mit dem Wappen der Orts- und Patronatsherren Hans Walter († 1511) und seiner Gemahlin Magdalena Langenmantel von Radau († 1486). Ihr gemeinsamer Grabstein befindet sich im Kreuzgang zu St. Anna in Augsburg.
Hainhofen war eine selbständige Gemeinde. Sie wurde im Zuge der Gebietsreform in Bayern am 1. Juli 1972 zusammen mit Neusäß und drei weiteren Gemeinden zur neuen Gemeinde Neusäß zusammengeschlossen.

## „Schwäbisches Himmelreich“

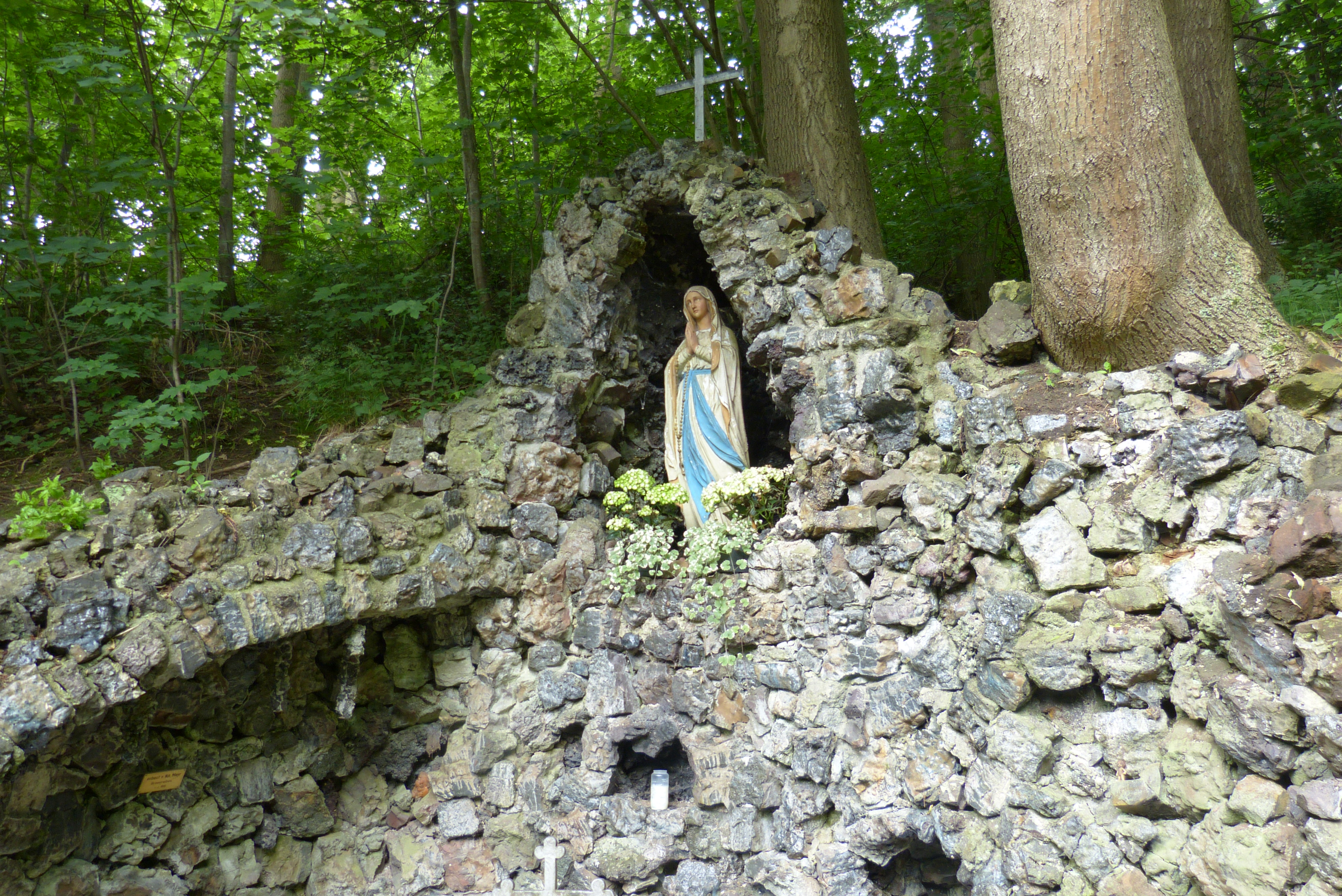
Mariengrotte auf dem Weg zum „Schwäbischen Himmelreich“

Westlich von Hainhofen befindet sich ein Wald, der unter dem Namen „Schwäbisches Himmelreich“ bekannt ist. Er gab einem hier im 17. Jahrhundert erbauten Sommerkeller für Lagerbier mit Ausflugswirtschaft den Namen, der sich noch im 19. Jahrhundert großer Beliebtheit erfreute und im Sommer Scharen von Augsburgern anzog. Ein Hohlweg, der ursprünglich ein Nebenweg der Römerstraße Augsburg-Günzburg war, führt vom Ort zu der Wirtschaft und weiter in den Wald hinein. Er beginnt links der Kirche und führt unter Schwibbögen hindurch. An dem Weg wurde von einem früheren Brauereibesitzer eine Mariengrotte erbaut. Heute wird das ehemalige Lokal als Weinkeller genutzt.

## Religion
Die katholische Pfarrei Sankt Stephanus in Hainhofen gehört zum Dekanat Augsburg-Land im Bistum Augsburg. Zur Pfarrei gehören auch die Ortschaften Kobel, Schlipsheim und Schmutterhaus.

## Bauwerke

### Schloss Hainhofen

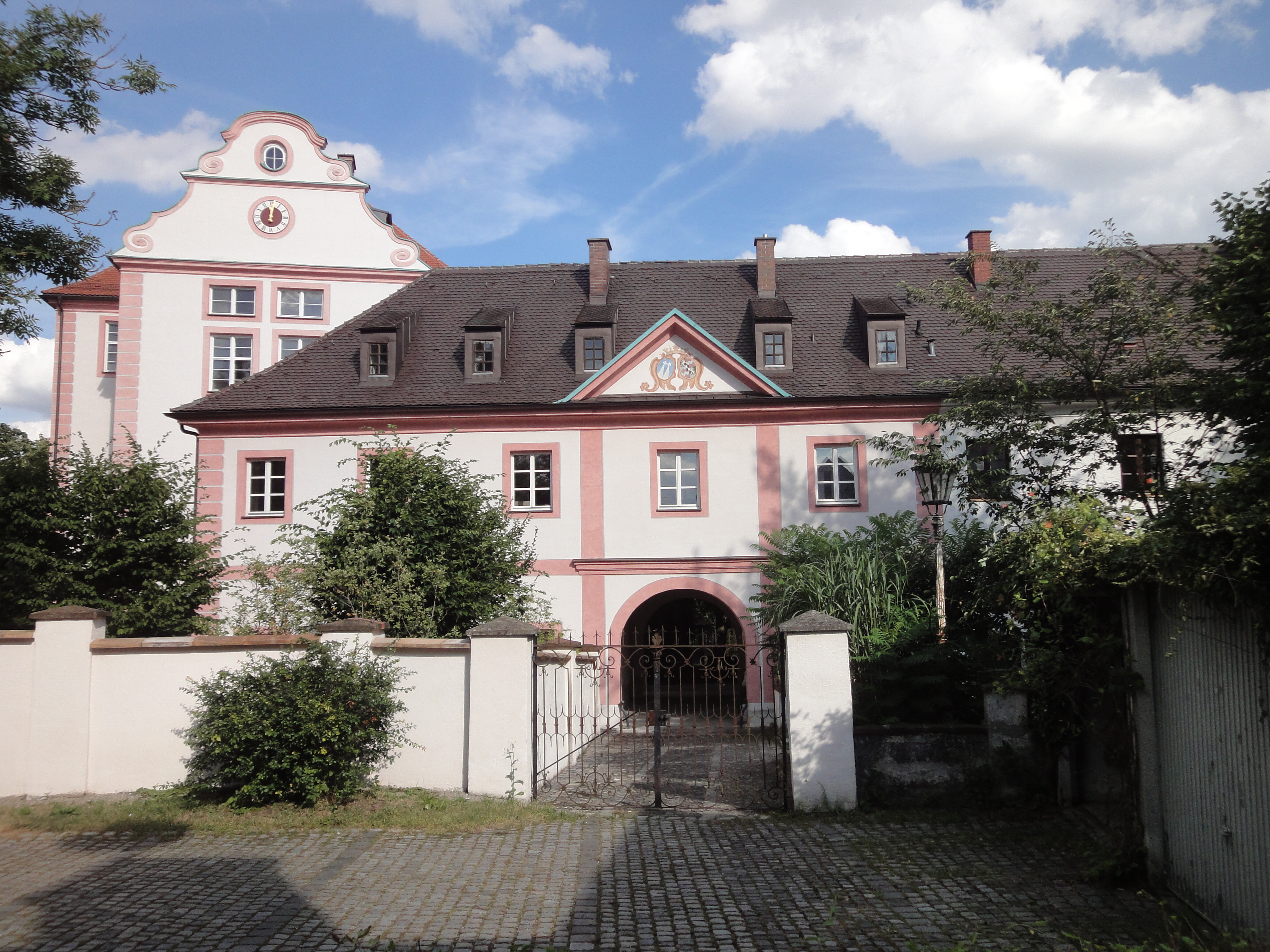
Schloss Hainhofen

Schloss Hainhofen besteht aus einem klassizistischen Langschloss, das die Familie Rehlingen im 18. Jahrhundert erbaute und einem barocken Hochschloss, welches in seiner heutigen Form auf Anton Fugger zurückgeht.

### St. Stephanus
Die katholische Pfarrkirche Sankt Stephanus wurde 1718/19 von Johann Holzapfel erbaut. Von der Vorgängerkirche, einer ehemaligen Chorturmkirche, haben sich spätgotische Fresken aus dem 14. Jahrhundert erhalten.

## Persönlichkeiten
- Sena Jurinac-Lederle (1921–2011), Kammersängerin und Mitglied des Wiener Mozartensembles, lebte von 1973 bis zu ihrem Tod in Hainhofen.